# Ищенко, Григорий Андреевич
Григо́рий Андре́евич И́щенко (укр. Іщенко Григорій Андрійович; род. 29 июля 1946, Кировоград) — советский и украинский тренер по футболу.

## Карьера игрока
Начал играть в александрийском «Шахтёре», затем попал в киевское «Динамо», где отыграл два сезона в дубле. Тогда вернулся домой в кировоградскую «Звезду». Был капитаном команды и чемпионом СССР среди дублёров. Позже выступал за «Динамо» (Хмельницкий). Закончил карьеру игрока в николаевском «Судостроителе». В его составе становился чемпионом Украины в 1974 году.

## Тренерская карьера
По окончании сезона 1976 приступил к тренерской деятельности в ДЮСШ «Судостроитель». В июле 1979 сменил Юрия Войнова на посту старшего тренера николаевского клуба. В 1982 возглавил хмельницкое «Подолье». В 1985 году вновь работал старшим тренером «Подолье» (Хмельницкий). Позже тренировал родную кировоградскую «Звезду». В 1991 году вернулся в Хмельницкий, где руководил сначала «Подольем», а после вояжа в Мукачево и «АДВИС». Затем возглавлял «Полесье» (Житомир) и «Полиграфтехнику» (Александрия). В сентябре 2003 года Григорий Ищенко вместе с Романом Покорой и Владимиром Фигелем приехали в Николаев спасать местный клуб от вылета во вторую лигу. В результате МФК Николаев завершил первенство на 12-м месте. В следующем сезоне Григорий Ищенко работал главным тренером этой команды.

## Достижения
- Чемпион УССР — 1974 (Судостроитель)
- Заслуженный тренер Украины (2001)

## Семья
Сын — Игорь Ищенко — украинский футбольный арбитр. Обслуживал матчи высшей лиги чемпионата Украины, имел категорию арбитра ФИФА